# August Bellegarde
August Karel Emanuel hrabě z Bellegarde (německy August Karl Emanuel Graf von Bellegarde; 29. října 1795 Linec – 21. června 1873 Vídeň) byl rakouský generál a dvořan. Od mládí sloužil v rakouské armádě, do výslužby odešel v roce 1849 s hodností c. k. polního podmaršála, poté zastával funkce u císařského dvora ve Vídni. Svou kariéru završil jako generální pobočník císaře Františka Josefa (1867–1873). V literatuře bývá označován jako zakladatel tzv. slezské větve Bellegardů, protože jeho potomci v několika generacích vlastnili Velké Heraltice u Opavy.

## Životopis

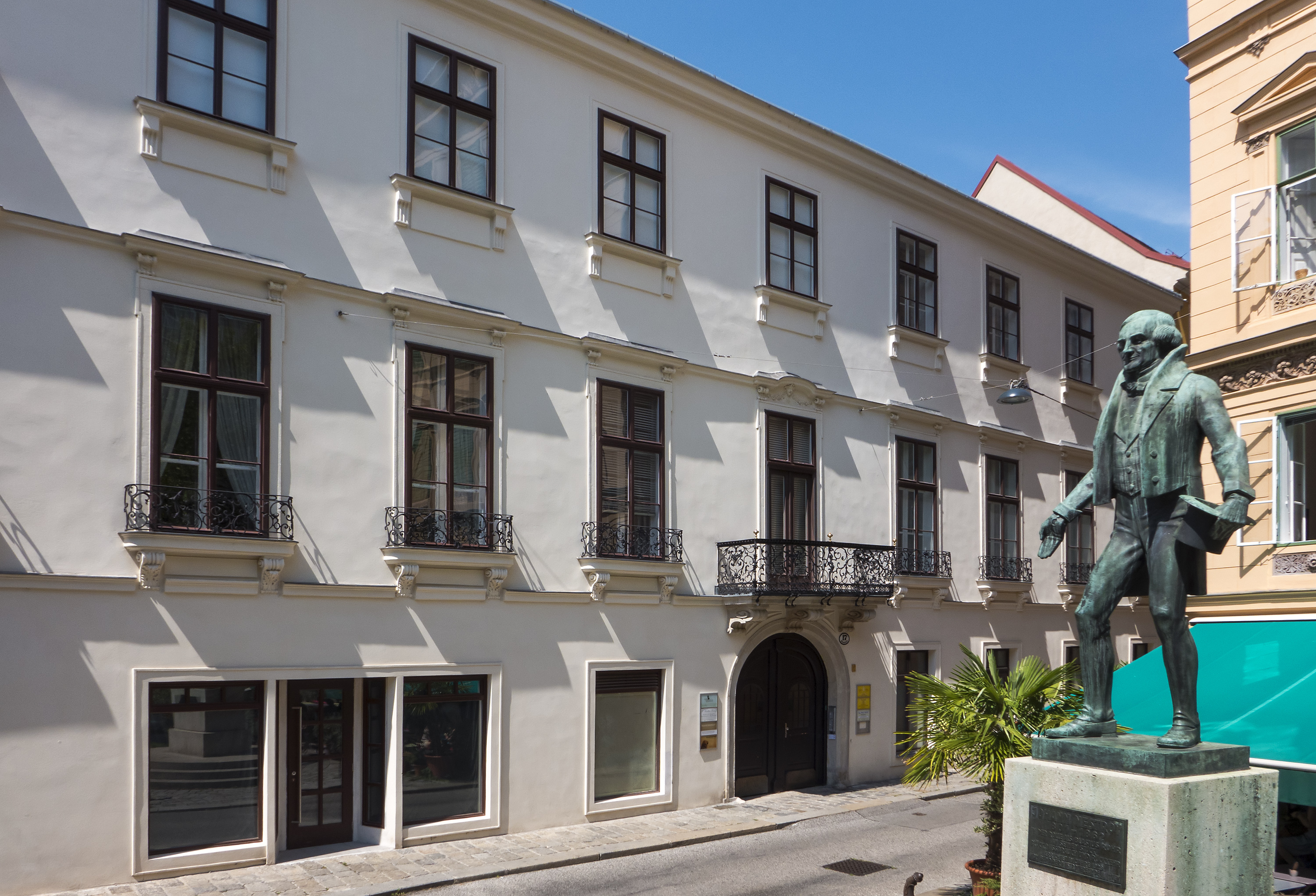
Palác Bellegarde ve Vídni

Pocházel ze savojského šlechtického rodu Bellegardů, který již v 18. století získal český inkolát a později se uplatnil ve službách habsburské monachie. Narodil se jako starší syn c. k. polního maršála Heinricha z Bellegarde (1756–1845). Od mládí sloužil v armádě, zúčastnil se závěrečných operací napoleonských válek a již v roce 1818 byl rytmistrem u 1. švališérského pluku posádkově příslušného do Vicenzy. U různých jednotek poté postupoval v hodnostech a jako plukovník byl od roku 1832 velitelem 5. pluku dragounů v Uhrách.  V roce 1837 byl povýšen na generálmajora a stal se velitelem brigády v Kőszegu v Uhrách, později byl jako brigádní velitel přeložen do Dolního Rakouska s posádkou ve Vídni. Od roku 1844 zastával u dvora funkci nejvyššího hofmistra císařovny-matky Karolíny Augusty a v roce 1846 byl již mimo aktivní službu v armádě povýšen do hodnosti c. k. polního podmaršála. V úřadu císařovnina nejvyššího hofmistra setrval do roku 1860, poté žil v soukromí ve Vídni s čestnou hodností velitele 2. husarského pluku knížete Windischgrätze. Po prusko-rakouské válce a personální obměně nejbližšího okruhu spolupracovníků císaře Františka Josefa byl znovu povolán ke dvoru a svou kariéru završil jako císařský generální pobočník (1867–1873). Pro pobyt rodiny ve Vídni koupil v roce 1846 palác označovaný jako Palais Bellegarde (Praterstrasse 17 v městské části Leopoldstadt).

## Tituly a ocenění
V roce 1855 byl jmenován c. k. komořím a jako císařský generální pobočník obdržel v roce 1867 titul c. k. tajného rady s nárokem na oslovení Excelence. Byl nositelem vysokých státních vyznamenání v Rakousku-Uhersku, v vzhledem ke svému dlouholetému působení u císařského dvora získal řadu ocenění i v zahraničí.

### Rakousko-Uhersko
- Vojenský záslužný kříž (1849)
- Řád železné koruny III. třídy (1866)
- velkokříž Leopoldova řádu (1873)

### Zahraničí
- velkokříž Řádu svatého Alexandra Něvského (Rusko)
- velkokříž Řádu bílé orlice (Rusko)
- Řád sv. Vladimíra IV. třídy (Rusko)
- velkodůstojník Řádu čestné legie (Francie)
- Řád Medžidie I. třídy (Osmanská říše)
- Řád Osmanie I. třídy (Osmanská říše)
- velkokříž Řádu růže (Brazílie)
- Řád lva a slunce I. třídy (Persie)
- Řád červené orlice I. třídy (Prusko)
- Řád pruské koruny I. třídy (Prusko)
- velkokříž Řádu sv. Mořice a Lazara (Itálie)
- velkokříž Danebrožského řádu (Dánsko)
- velkokříž Řádu Spasitele (Řecko)
- velkokříž Řádu svatého Josefa (Toskánsko)
- velkokříž Řádu Albrechtova (Sasko)
- velkokříž Řádu Fridrichova (Württembersko)
- velkokříž Vévodského sasko-ernestinského domácího řádu (Sasko-Altenbursko)
- rytíř Řádu Guelfů (Hannoversko)

## Rodina

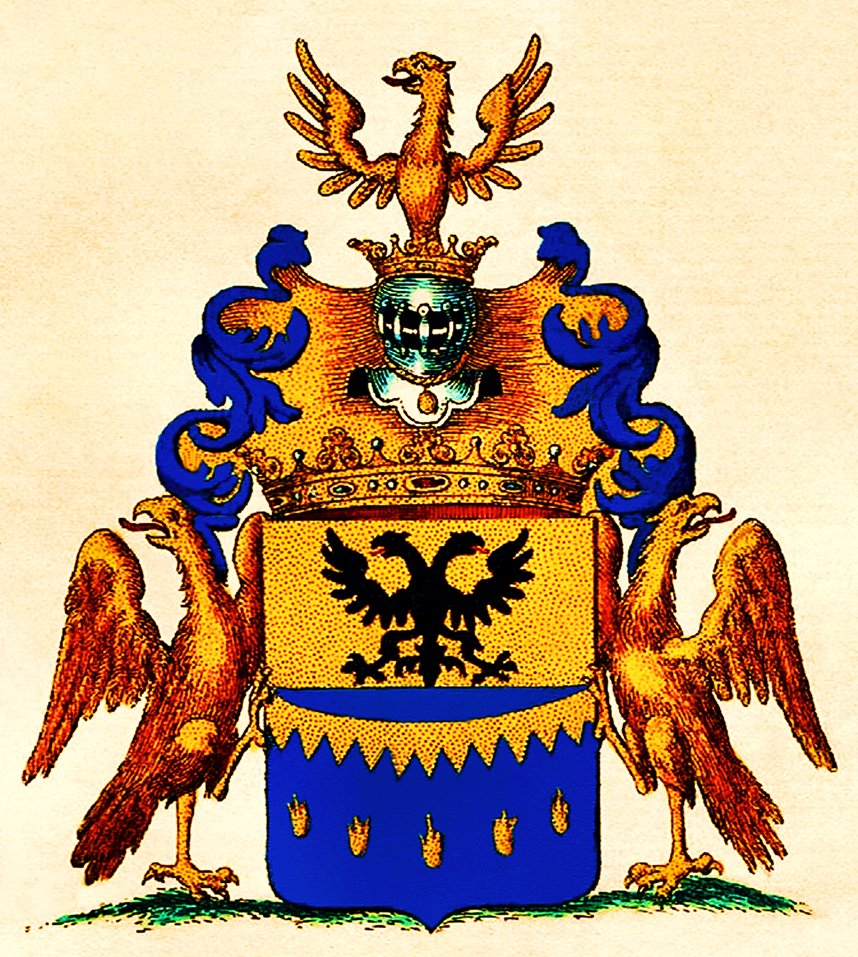
Erb rodu Bellegarde

V roce 1821 se oženil s baronkou Julií Gudenusovou (1795–1865), dcerou Josefa Gudenuse (1755–1831), majitele zámku Červená Lhota. Julie byla dámou Řádu hvězdového kříže a c. k. palácovou dámou. Měli spolu šest dětí.
- 1. Julie Konstancie (23. 9. 1822 Milán – 9. 12. 1884), ⚭ (1846) hrabě Edmund z Hartigu (2. 11. 1812 Vídeň – 30. 3. 1883 Sanremo), c. k. tajný rada, člen rakouské panské sněmovny, diplomat a nejvyšší maršálek Českého království
- 2. Jindřich August Karel (5. 11. 1825 Vídeň – 17. 6. 1871 tamtéž), c. k. rytmistr
- 3. Bedřich August (10. 12. 1826 – 12. 1. 1886 Káhira), c. k. polní podmaršál, svobodný a bezdětný
- 4. Paulina Marie (2. 4. 1830 Vídeň – 27. 5. 1912 Mnichov), dáma Řádu hvězdového kříže, dvorní dáma císařovny Alžběty, ⚭ (1857) hrabě Alfred Königsegg-Aulendorf (30. 6. 1817 Aulendorf, Bádensko-Württembersko – 27. 10. 1898 Vídeň), c. k. generálmajor, nejvyšší hofmistr císařovny Alžběty
- 5. Felix Viktor (28. 10. 1831 – 12. 5. 1855), c. k. poručík, svobodný a bezdětný
- 6. František Alexandr (18. 6. 1833 Vídeň – 1. 1. 1912 Mnichov), poslanec Slezského zemského sněmu, člen rakouské panské sněmovny a nejvyšší hofmistr korunní princezny-vdovy Štěpánky (1889–1894) a císařovny Alžběty (1894–1898), ⚭ (1857) hraběnka Rudolfina Kinská z Vchynic a Tetova (26. 6. 1836 Heřmanův Městec – 25. 11. 1899 Vídeň)

Augustův mladší bratr Jindřich (1798-1871) sloužil též v armádě a dosáhl hodnosti c. k. polního podmaršála. Jejich švagr kníže Karel Josef Palm (1773–1851) byl velkostatkářem v Čechách.